# Buenavista de Valdavia
Buenavista de Valdavia település Spanyolországban, Palencia tartományban. Buenavista de Valdavia Congosto de Valdavia, La Puebla de Valdavia, Báscones de Ojeda, Revilla de Collazos, Collazos de Boedo, Villaeles de Valdavia, Villabasta de Valdavia, Valderrábano, Ayuela és Tabanera de Valdavia községekkel határos. Lakosainak száma 296 fő (2024).

## Népesség
A település népessége az elmúlt években az alábbi módon változott:
| Lakosok száma | 427  | 416  | 404  | 386  | 373  | 354  | 275  | 245  | 311  | 296  |
|               | 2001 | 2004 | 2007 | 2009 | 2012 | 2014 | 2017 | 2019 | 2022 | 2024 |